# Biserica Calvaria de la Cluj-Mănăștur

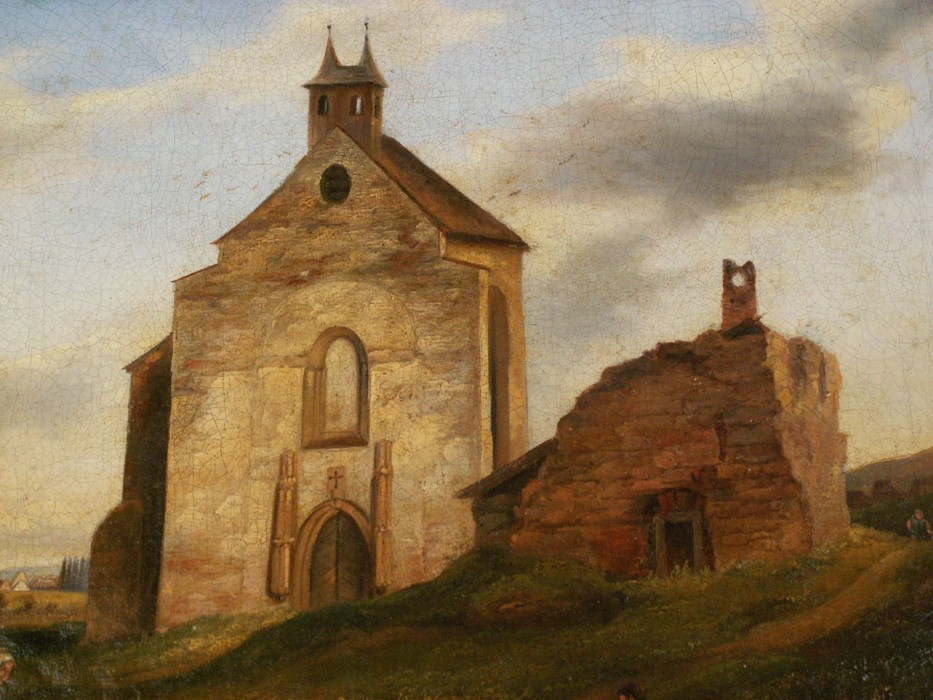
Theodor Glatz, Ruinele fostei abații benedictine de la Cluj-Mănăștur, fotografie din sec. al XIX-lea, Colecția ASTRA din Sibiu

Biserica Calvaria de la Cluj-Mănăștur, cu hramul Sf. Maria, situată pe str. Primăverii nr. 60, este cel mai vechi monument istoric și de arhitectură (cod LMI CJ-II-m-A-07396) păstrat în fostul sat Cluj-Mănăștur, din apropierea Clujului. Începând cu a doua jumătate a secolului al XI-lea a funcționat aici, în interiorul fortificației regale-comitatense, abația benedictină Monasterium Beatae Mariae de Clus, înconjurată cu un zid de apărare. Din vechile construcții se mai păstrează doar corul bisericii, prevăzut cu o navă mai simplă, construită în secolul al XIX-lea pe vechile fundații. Biserica este înconjurată de un val înalt de pământ, urmă a fortificațiilor elipsoidale din evul mediu, când întregul areal dispunea de șanțuri de apărare spre sud, est și vest, spre nord existând o pantă naturală abruptă.

## Istoric
Tradiția medievală, consemnată în anul 1341, datează fondarea mănăstirii în a doua jumătate a secolului al XI-lea, în timpul domniei regelui Ladislau I al Ungariei. Primul document care amintește mănăstirea din Cluj-Mănăștur este bula papală dată la 21 iunie 1222 de papa Honoriu al III-lea.
Cert este că în anul 1202, după abandonarea fortificației de către regalitate, mănăstirea a devenit exemptă, adică scoasă de sub jurisdicția Episcopiei Transilvaniei. Exempțiunea dădea dreptul abatelui de a strânge dijmele pentru sine, de a numi preoții de pe domeniile mănăstirii și de a purta însemne episcopale. Între satele cele mai însemnate ale mănăstirii se număra Apahida (Podul Abatelui). 

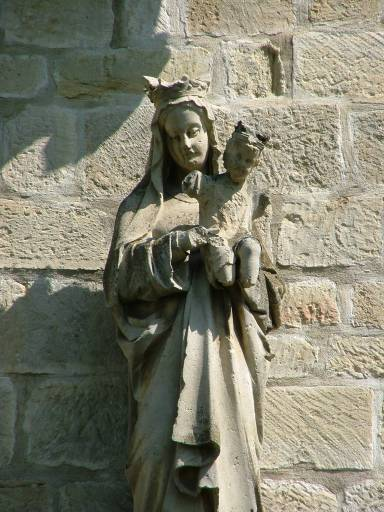
Statuia Fecioarei Maria cu Pruncul Isus în brațe

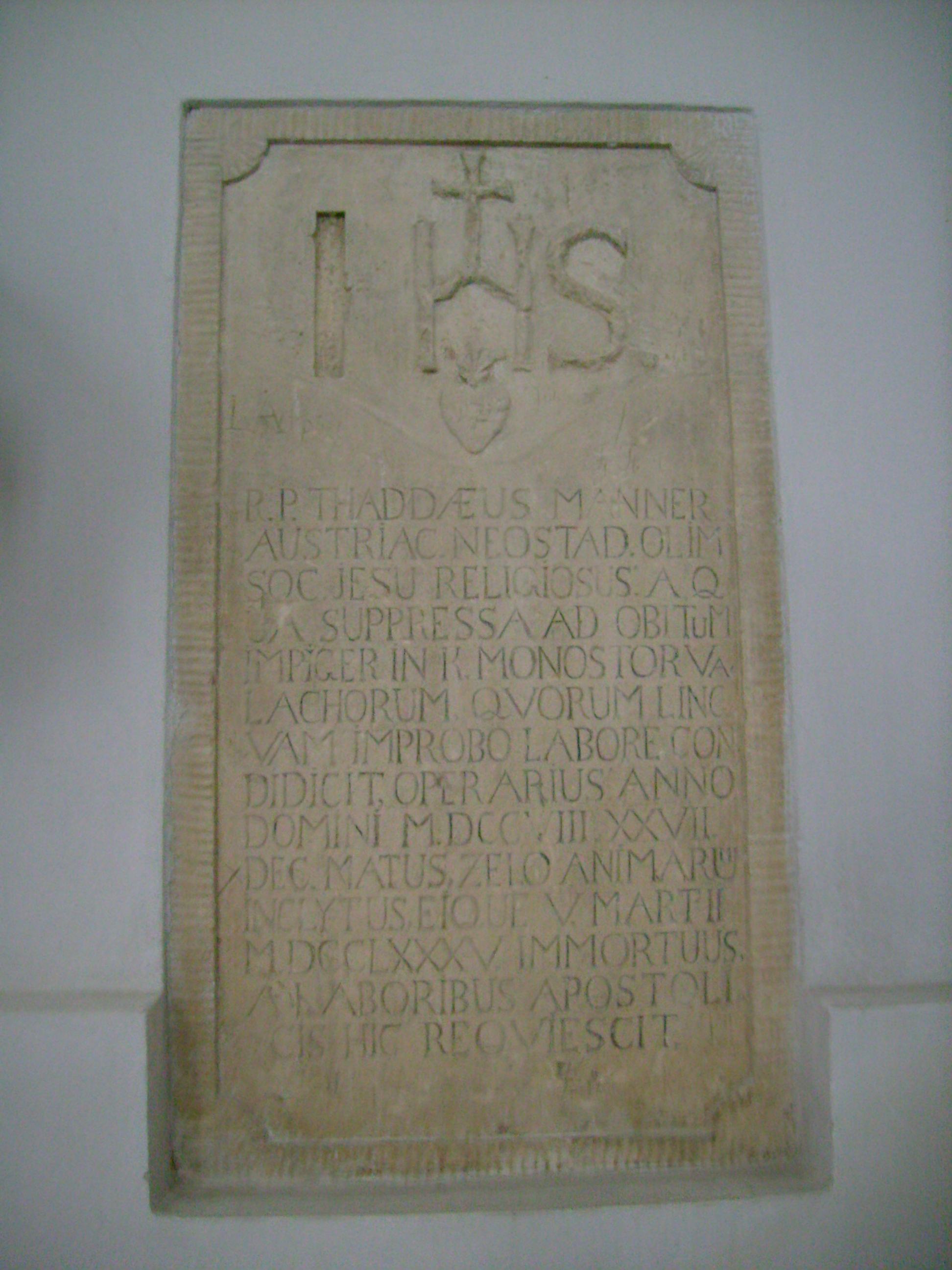
Piatra de mormânt a iezuitului Thaddäus Manner, decedat în 1785

Din cauza acestor privilegii mănăstirea a intrat în conflict armat cu Episcopia Transilvaniei, mai întâi în timpul episcopului Adrian (1189-1203), care a pricinuit mari pagube mănăstirii, apoi cu episcopul Wilhelm (1204-1221), care într-una din incursiunile sale a reușit să ardă privilegiile papale doveditoare ale exempțiunii, iar pe cele regale a reușit să le arunce în Someș. În anul 1225, la insistența regelui Andrei al II-lea, papa Honorius al III-lea a reînnoit privilegiile mănăstirii și a acordat abatelui dreptul de a purta însemne episcopale (inel și mitră).
Marea invazie tătară din 1241 a provocat mănăstirii distrugeri atât de mari, încât a adus-o în pragul desființării. În anul 1263 mănăstirea a fost reconstruită de către regele Béla al IV-lea.
Săpături arheologice efectuate la nord de corul gotic al actualei biserici au scos la iveală ruinele unei rotonde romanice din secolul al XIII-lea. Rotonda avea diametrul de 8,60 metri, construită la exterior cu un soclu profilat. În interior avea șase absidiole bine conturate.
Lucrări de restaurare au avut loc și în anul 1342. În 1362, în urma unui conflict cu meșteșugarii din Feneșul Săsesc, aceștia au incendiat casa și palatul abatelui.
Mănăstirea a funcționat ca loc de autentificare a documentelor până în 1556, fiind cel mai important notariat din Transilvania, în afară de capitulul de la Alba Iulia. Primele date referitoare la conventul de la Cluj-Mănăștur ca loc de autentificare datează din anul 1288.
În 1437, în timpul Răscoalei de la Bobâlna, oștile lui Antal Budai au atacat mănăstirea și au prădat casa abatelui, făcând victime și printre călugări. Ulterior tot aici s-a întrunit conventul care a stabilit înțelegerile dintre reprezentanții țăranilor răsculați și nobilime, și tot aici a căzut în luptă Anton Budai, căpetenia țăranilor răsculați. 
În 1465 abația s-a înconjurat cu o fortificație de apărare, care a fost distrusă aproape imediat de Matia Corvin ca urmare a împotrivirii cetățenilor Clujului. După 1556, când a avut loc secularizarea averilor mănăstirii, aceasta a devenit subordonată trezoreriei. În 1581 Ștefan Báthory a dăruit mănăstirea Ordinului Iezuit, împreună cu șase sate dintre fostele posesiuni ale abației benedictine de Mănăștur, inclusiv Feneșul Săsesc, fostă posesiune a episcopului catolic de Alba Iulia. După Dieta de la Mediaș iezuiții au fost forțați să părăsească temporar țara (între 1588-1594), reîntorcându-se în 1595. Parțial distrusă de un trăsnet în 1598, clădirea a intrat o perioadă îndelungă în renovare, după care a fost restituită călugărilor iezuiți.
Cu ocazia invaziei tătarilor din 1658-1661 mănăstirea a fost din nou distrusă, devenind nelocuibilă. În secolul al XVIII-lea clădirea a fost folosită drept depozit de armament, accentuându-se distrugerea sa. Episcopul Alexandru Rudnay a dispus apoi demolarea atât a bisericii cât și a clădirilor din jur. A rămas intact doar corul bisericii, care a fost transformat într-o capelă, împreună cu statuia Fecioarei Maria cu Isus în brațe. În secolul al XVIII-lea a activat în această capelă Thaddäus Manner, iezuit din Wiener Neustadt, care - potrivit pietrei funerare aflate în interiorul bisericii - a activat aici, unde a învățat limba română („IN K.[olozs]MONOSTOR VALACHORUM QUORUM LINGVAM IMPROBO LABORE CONDIDICIT”).
În 1896 Episcopia Romano-Catolică a Transilvaniei a reconstruit nava bisericii și a refăcut bolțile și pereții corului. Biserica a fost oferită franciscanilor în 1922, care au refuzat-o, după care a fost dată în chirie Bisericii Greco-Catolice pentru o sumă simbolică, Biserica Romano-Catolică păstrându-și drepturile de proprietar. La 20 septembrie 1936 episcopul Iuliu Hossu l-a numit pe  ieromonahul bazilian Leon Manu în funcția de paroh al acestei biserici.
În 1948 ieromonahul Manu a fost arestat iar biserica a fost dată în folosința Bisericii Ortodoxe Române, care a folosit-o până în 1994. O perioadă mai specială a existat între 1991 și 1994, când biserica a fost biserică simultană pentru Biserica Ortodoxă și Biserica Romano-Catolică. În anul 1994 edificiul a revenit în folosința exclusivă a Bisericii Romano-Catolice, ulterior el fiind renovat. Parohia romano-catolică a cumpărat o orgă construită în 1792 de Samuel Mätz din Biertan, orgă care a fost adusă de la Biserica Evanghelică din Daia Săsească în urma stingerii comunității săsești din Daia.
Accesul se face prin colțul sud-estic al dealului Calvaria printre cele două valuri de pământ ridicate pentru apărare. La intrare, pe cele două valuri, se află „Capela Calvaria” ridicată în 1831, respectiv clopotnița proiectată de Károly Kós în 1922.
Sus pe latura exterioară de sud-est, deci pe una din fețele absidei poligonale a corului, se află încastrat un basorelief reprezentând un leu. Acesta a fost plasat acolo în timpul reconstrucției bisericii în sec. XIX. Istoricul Ovidiu Pecican consideră că este probabil ca leul să fi făcut parte dintr-un mormânt al unui dinast maghiar înmormântat în biserica medievală – un rege, o rudă regală, sau un voievod, vice-voievod sau magnat ardelean, nu insa un membru al nobilimii transilvane, pentru care nu se consemnează gisanți. Pecican a identificat un leu similar in gisantul unui membru al familiei franceze Ledin de la Chaslerie și vede în basorelieful de la Mănăștur lucrarea unui călugăr-sculptor care cunoștea bine modelul francez.

## Galerie de imagini

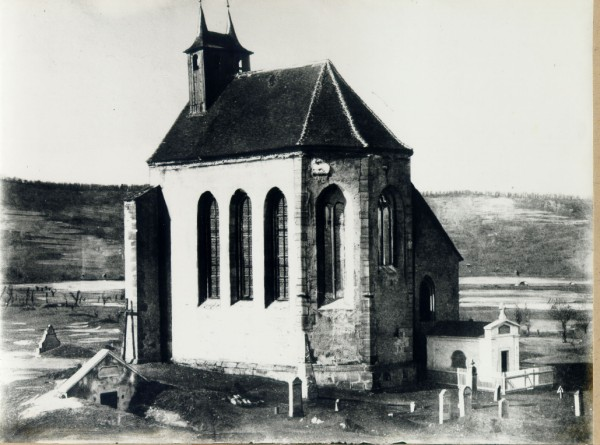
Biserica Romano-Catolică Calvaria, 1859
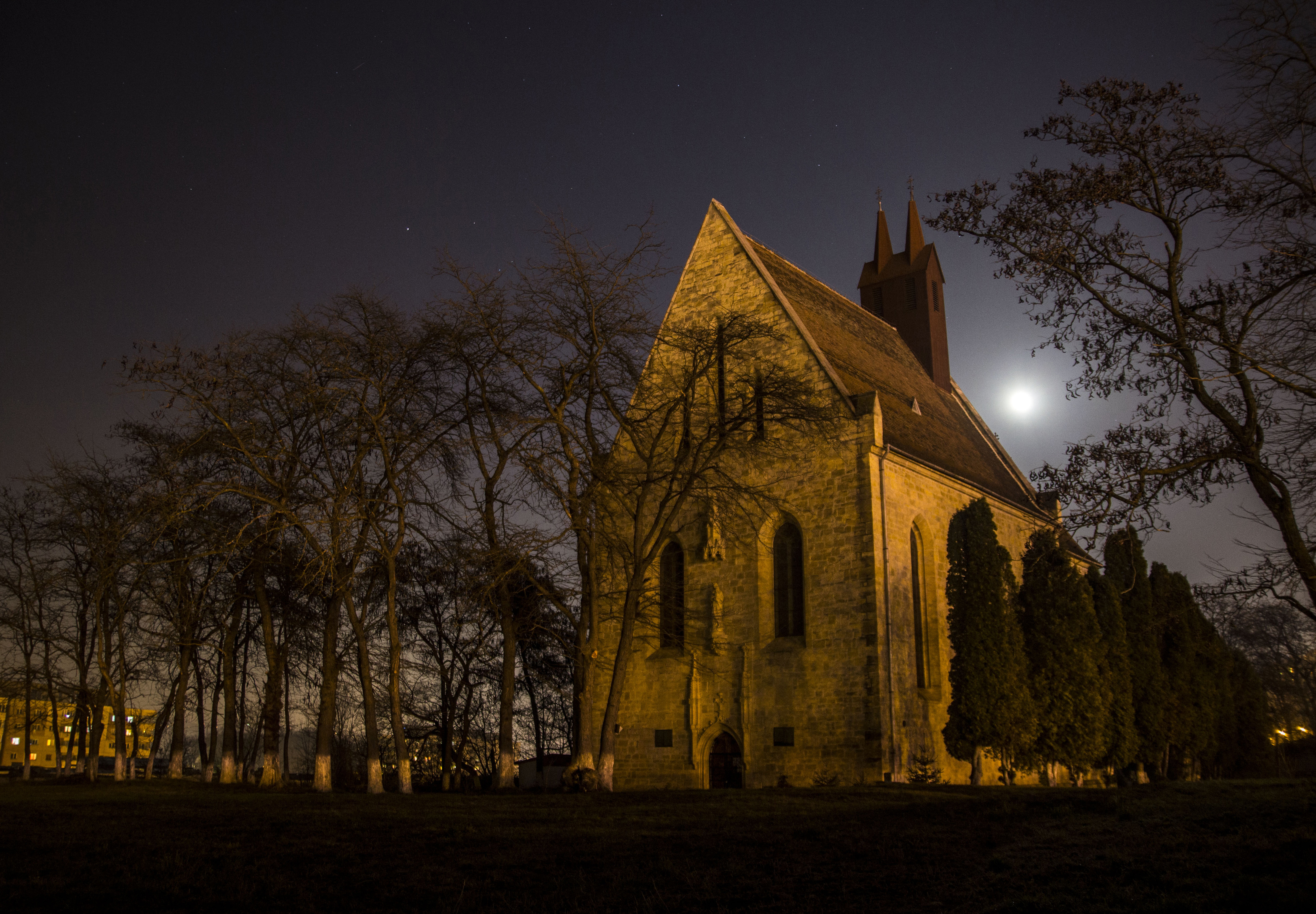
Vedere nocturnă
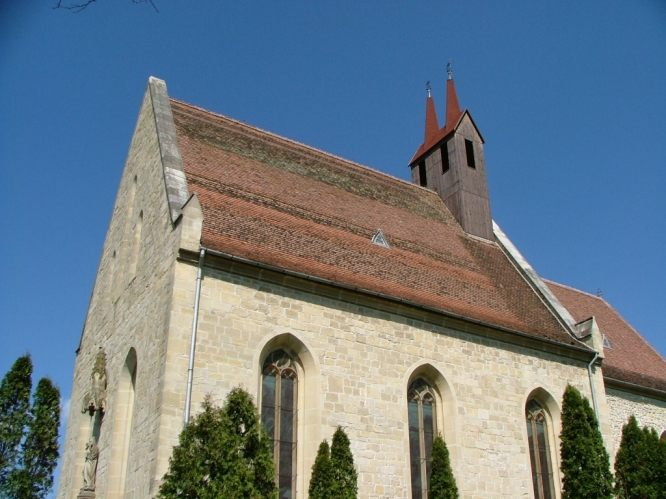
Vedere dinspre sud-vest
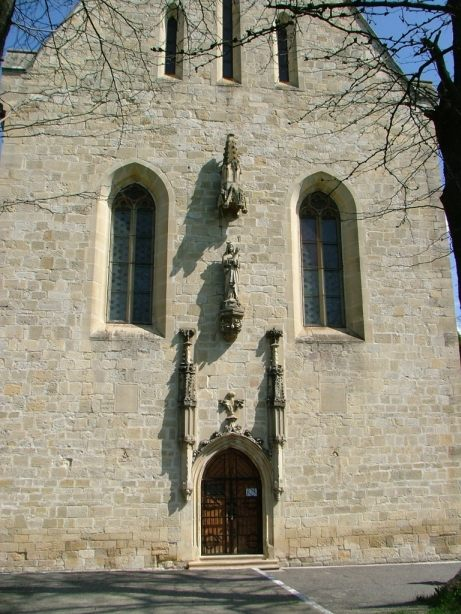
Fațada vestică cu intrarea în biserică; deasupra uşii se află statuia Fecioarei cu pruncul
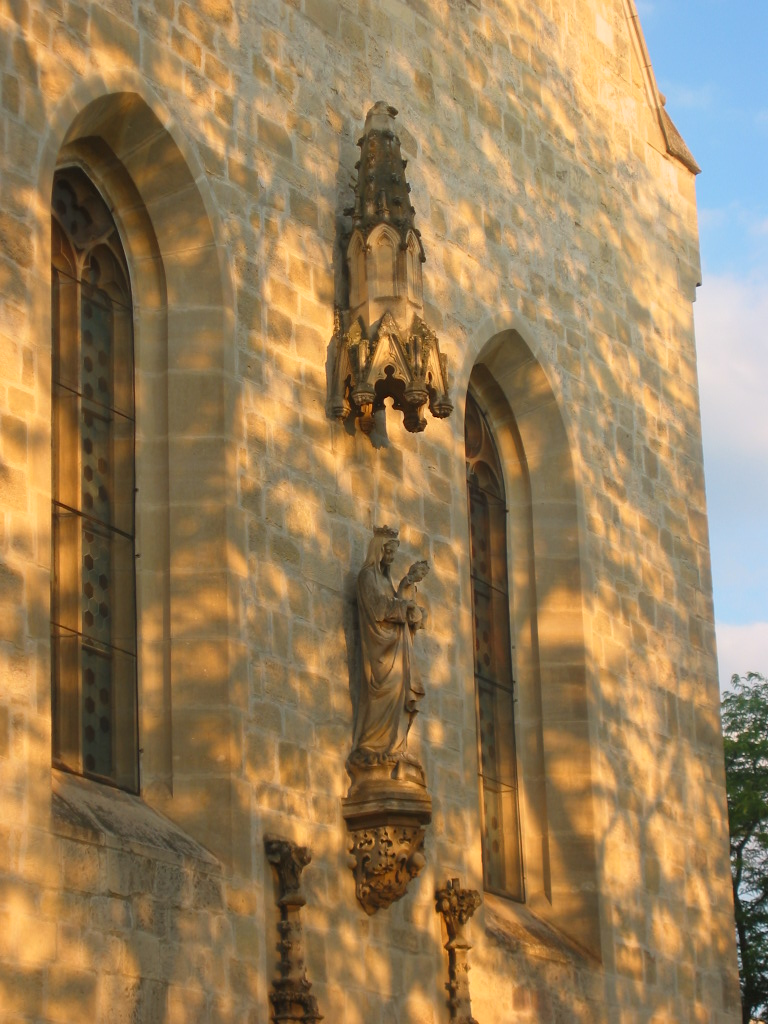
Fațada vestică, detaliu cu statuia
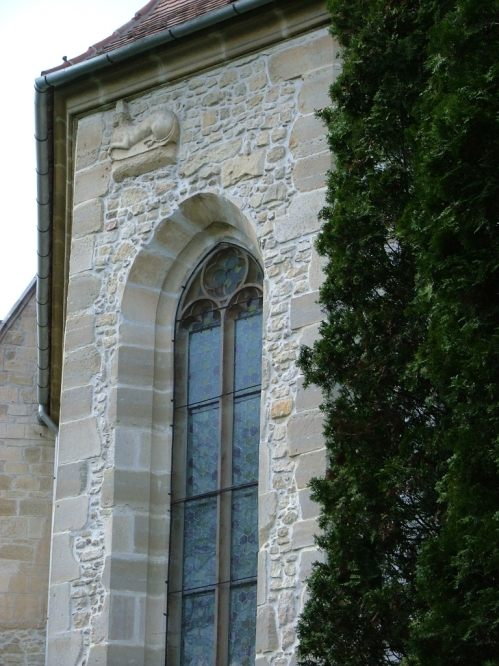
Vedere de pe latura de sud-est
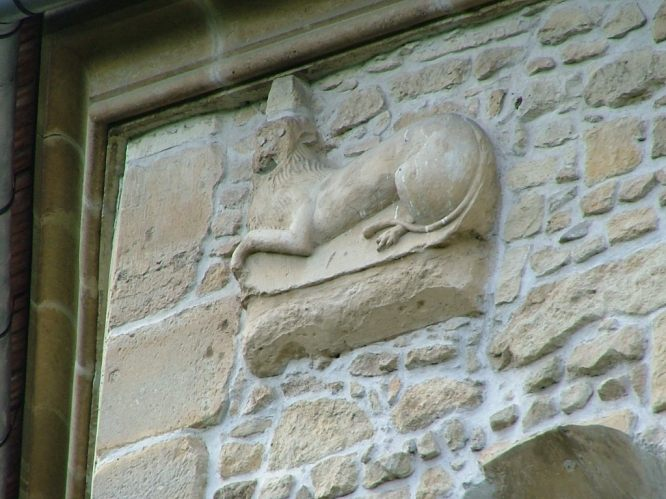
Latura sud-estică, detaliu: basorelief reprezentând un leu
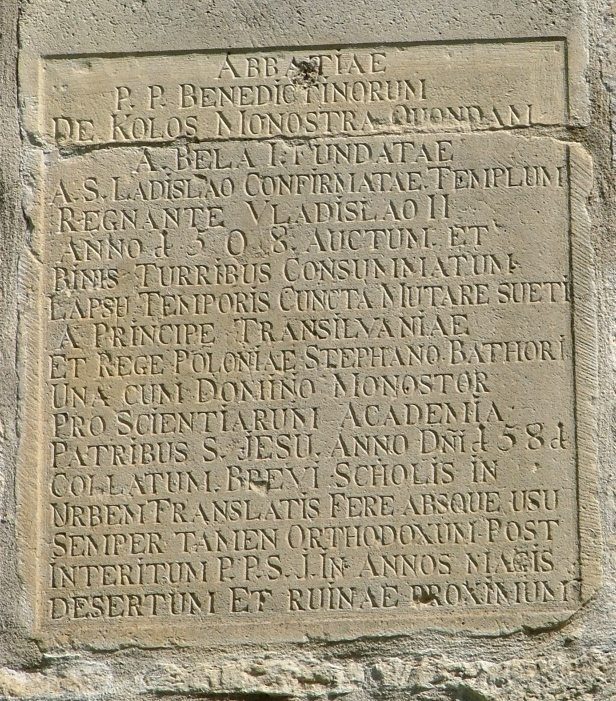
Detaliu arhitectonic - inscripţie în latină din 1581
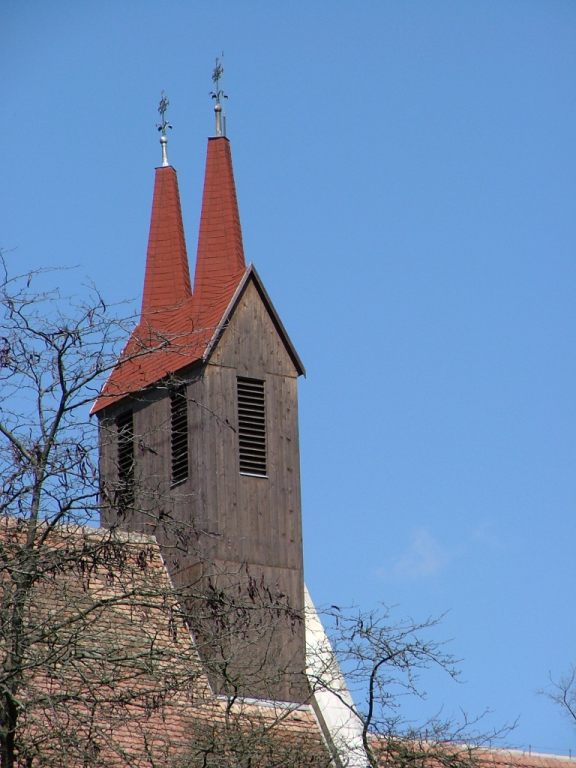
Turla bisericii
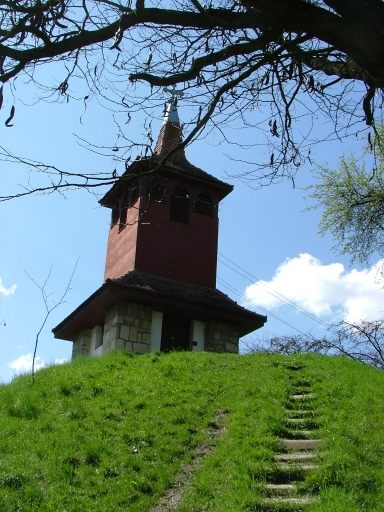
Clopotniţa
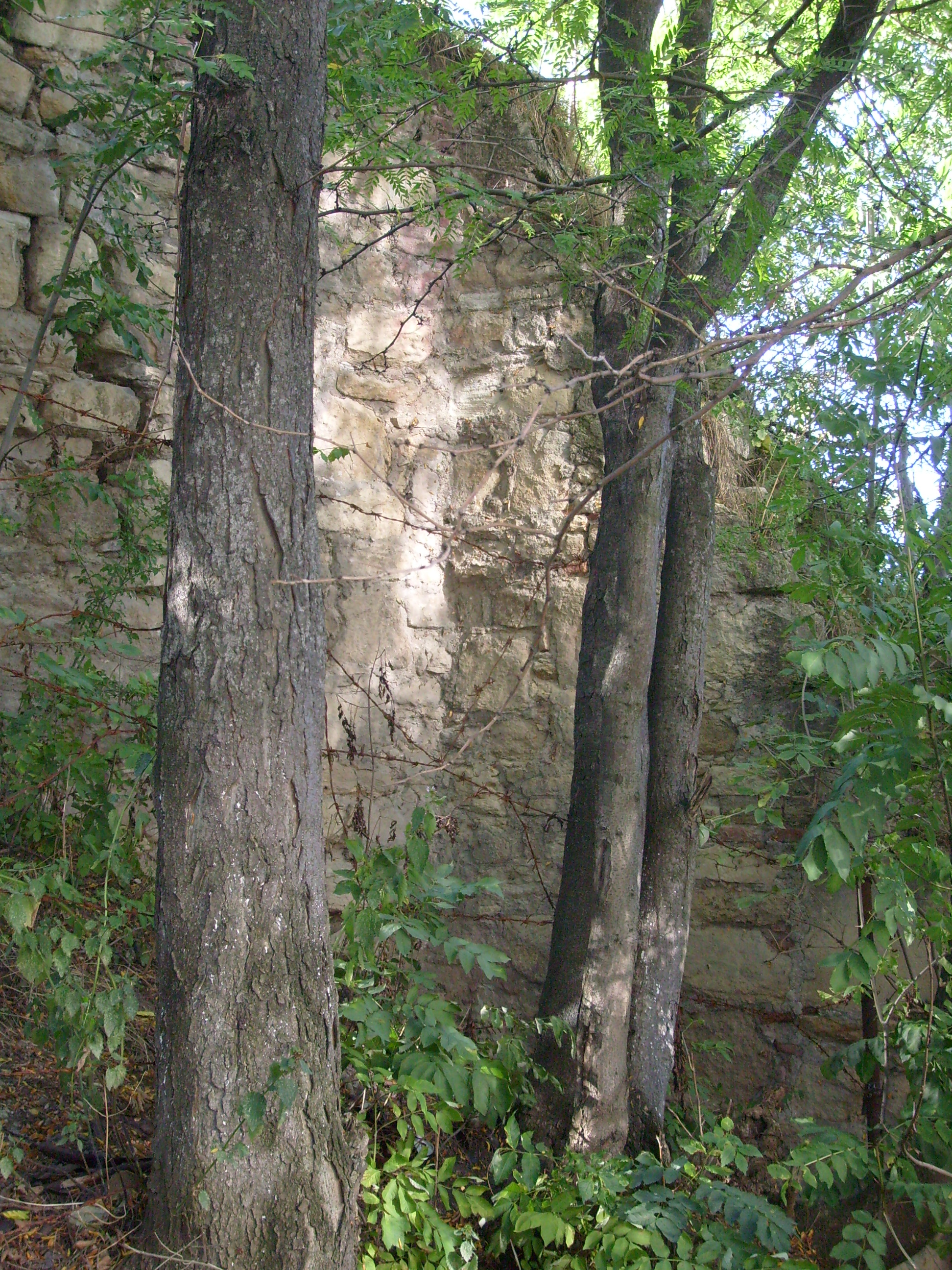
Ruinele turnului de la intrare (sau ale rotondei?)